# 尼古拉·多伊卡鲁
尼古拉·多伊卡鲁（羅馬尼亞語：Nicolae Doicaru；1922年4月21日—1991年2月27日），上将，罗马尼亚共产党中央候补委员，罗马尼亚内务部第一副部长兼对外情报总局局长、旅游部部长，是尼古拉·齐奥塞斯库统治时期的秘密警察头子、总统情报顾问。

## 生平
1922年，出生于罗马尼亚蒙特尼亚弗朗恰县卡尔利杰勒乡卡尔利杰勒村的葡萄园种植、商人家庭。1930年，就读卡尔利杰勒乡小学。1937年，就读福克沙尼工业体育学校。1941年，在罗马尼亚邮政布加勒斯特分公司参加无线电操作员的培训。1942年，进入布加勒斯特邮政分公司，被派去巴萨拉比-康斯坦察无线电通讯部队。1944年，任军士长，并参加了1944年罗马尼亚政变。
1945年，入党，进入内务和国家安全系统，任康斯坦察警察专员。1947年，兼任康斯坦察地区国家安全督察长。1948年，负责驻多布罗加的苏联军队和乌克兰南部的电力输送和电讯通信设施工作。8月，被授予上尉军衔。9月，任人民保安总局秘书处主任。1949年，晋升少校，任康斯坦察地区国家安全局长。1950年，任康斯坦察州委员会委员。1952年，晋升中校。参与镇压“破坏者团伙”，许多人被枪决或被判处无期徒刑。1955年，任国家安全部对外情报第一局副局长。8月，晋升上校。1958年，任内务部党委委员。
1959年，任内务部国家安全总局第一局（对外情报）局长。1960年，任国家安全总局对外情报局局长。1961年，晋升少将。1963年，任内务部副部长兼国家安全委员会对外情报总局局长。1967年，任国家安全委员会副主席兼内务部秘书长。1971年，晋升中将。1972年，任内务部第一副部长兼对外情报总局局长。1974年，晋升上将，并任国务委员会主席顾问。1978年，被解除内务部第一副部长和对外情报主管的职务。3月，任旅游部长。1978年，因为总统国家安全顾问扬·米哈伊·帕切帕中将叛逃美国，被逮捕和受到审查。10月，转入预备役。1989年，罗马尼亚革命，参加罗马尼亚救国阵线 。1991年，参加狩猎活动时被子弹射中身亡。